# Six Flags Great Adventure

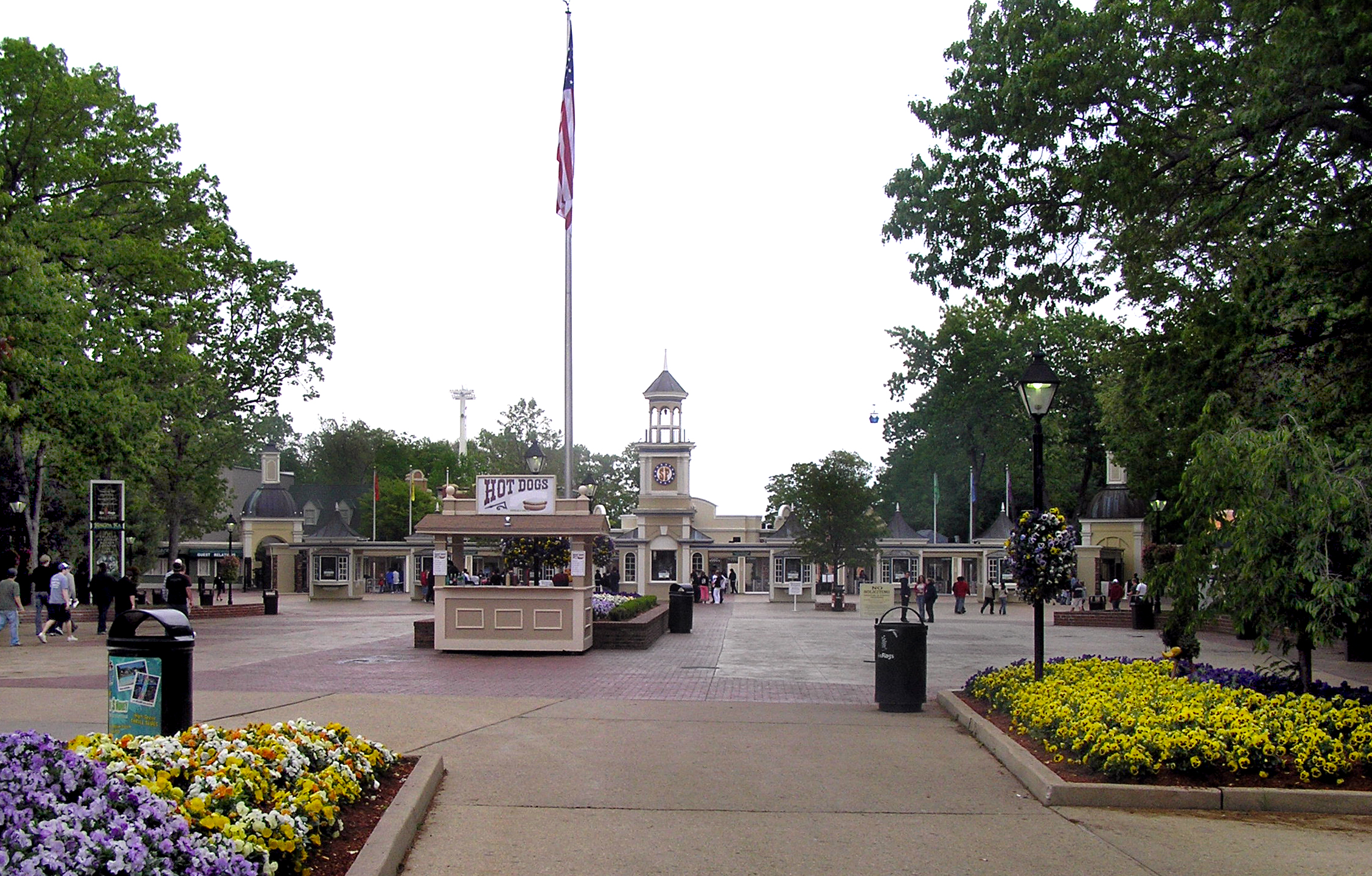
Vstup do zábavního parku Six Flags.

Six Flags Great Adventure je tematický zábavní park v Jackson Township, New Jersey, USA. Nachází se zhruba 110 km jižně od New York City a 80 km od Philadelphie.
Park se skládá ze zábavního parku Great Adventure, safari Wild Safari a vodního parku Hurricane Harbor.
Zábavní park je známý především díky vynikajícím horským drahám, jako Nitro, Medusa, The Great American Scream Machine, Rolling Thunder, Batman: The Ride, Superman: Ultimate Flight, nejvyšší a nejrychlejší horskou drahou na světě Kingda Ka, a nejnovější dřevěnou horskou dráhou El Toro. Podle Guinnessovy knihy rekordů obsahuje tento zábavní park nejvíce atrakcí ze všech – 72 v roce 2006.